# Ourdis-Cotdoussan
Ourdis-Cotdoussan es una comuna francesa, situada en el departamento de Altos Pirineos, en la región de Mediodía-Pirineos. 
La iglesia de Cotdussan forma parte del lugar Patrimonio de la Humanidad llamado «Caminos de Santiago de Compostela en Francia» (Código 868-059).

## Demografía
| 47              | 47 | 46 | 50 | 53 | 53 | 49 |
| (Fuente: INSEE) |    |    |    |    |    |    |